# RV Loyal Helper
Le RV Loyal Helper est un ancien navire de service maritime de la Royal Fleet Auxiliary. Il est désormais un navire charter de la société Dorset Workboats de Franck Elston. Il fait essentiellement des missions de recherche sous-marine.

## Histoire
Ce navire auxiliaire de la Royal Navy a été construit au chantier naval Richard Dunston à Thorne dans le Yorkshire du Sud.
Il a servi pendant plus de vingt ans comme bâtiment d'instruction pour les futurs officiers de la Royal Navy.
Retiré du service actif au début des années 2000, il a été racheté par la société Dorset Workboats de Franck Elston  et reconverti en navire-charter de mission de recherche sous-marine.
Il a participé aux Fêtes maritimes de Brest : Brest 2004 et Brest 2008 et aux Les Tonnerres de Brest 2012.